# Geopark Vulkanland Eifel

Logo des Geoparks Vulkanland Eifel

Der Geopark Vulkanland Eifel war ein am 19. April 2005 eingerichteter nationaler Geopark in der Vulkaneifel. Seit Juli 2016 gibt es den Nationalen Geopark Vulkanland Eifel in seiner bisherigen Form nicht mehr –  er wurde in zwei eigenständige Nationale Geoparks geteilt, den Geopark Laacher See und den Geopark Vulkaneifel.

## Lage und Geschichte
Auf einer Fläche von 2.200 km² erstreckte sich der Geopark von der belgischen Grenze im Westen bis zum Rhein im Osten quer durch die Eifel. Die vom Vulkanismus der Vergangenheit gezeichnete Landschaft zeichnet sich durch eine Vielzahl von Maaren, Schlackenkegeln, Lavaströmen, Lavadome, Calderen und sprudelnden Quellen aus. Die größte Caldera bildet der vor etwa 13.000 Jahren zuletzt ausgebrochene Laacher-See-Vulkan. Ein Kennzeichen anhaltender vulkanischer Aktivität in diesem Gebiet sind die sichtbar austretenden vulkanischen Gase.
Das Gebiet wird intensiv vom Tourismus genutzt. Es wurden Infozentren und Museen eingerichtet sowie geologische, kulturhistorische und industriegeschichtliche Natur- und Kulturdenkmäler zum Thema Eifelvulkanismus touristisch erschlossen. Wander- und Radwege sowie ausgeschilderte Autorouten verbinden die einzelnen Stationen.
Der Geopark Vulkanland Eifel vereinte die folgenden regionalen Geoparks in Rheinland-Pfalz:
- Vulkanpark im Landkreis Mayen-Koblenz (Sitz in Koblenz)
- Vulkanpark Brohltal/Laacher See (Sitz in Niederzissen)
- Natur- und Geopark Vulkaneifel (Sitz in Daun)

Die geologischen Besonderheiten der Vulkaneifel erschließt die Deutsche Vulkanstraße. Sie berührt 39 der wichtigsten geologischen, kulturhistorischen und industriegeschichtlichen Sehenswürdigkeiten in der Vulkaneifel. Die Vulkanstraße verbindet die drei regionalen Geoparks miteinander.